# Szakácsi, Borsod-Abaúj-Zemplén
Szakácsi este un sat în districtul Edelény, județul Borsod-Abaúj-Zemplén, Ungaria, având o populație de 160 de locuitori (2011). 

## Demografie
Componența etnică a satului Szakácsi
     Maghiari (55,3%)
     Romi (44,7%)
Componența confesională a satului Szakácsi
     Fără religie (12,5%)
     Greco-catolici (6,88%)
     Romano-catolici (6,25%)
     Reformați (3,13%)
     Necunoscută (71,25%)
Conform recensământului din 2011, satul Szakácsi avea 160 de locuitori. Din punct de vedere etnic, majoritatea locuitorilor (55,3%) erau maghiari, cu o minoritate de romi (44,7%).  Din punct de vedere confesional, majoritatea locuitorilor (63,13%) erau , existând și minorități de persoane fără religie (12,5%), greco-catolici (6,88%), romano-catolici (6,25%) și reformați (3,13%). Pentru 71,25% din locuitori nu este cunoscută apartenența confesională.